# Bidu Sayão

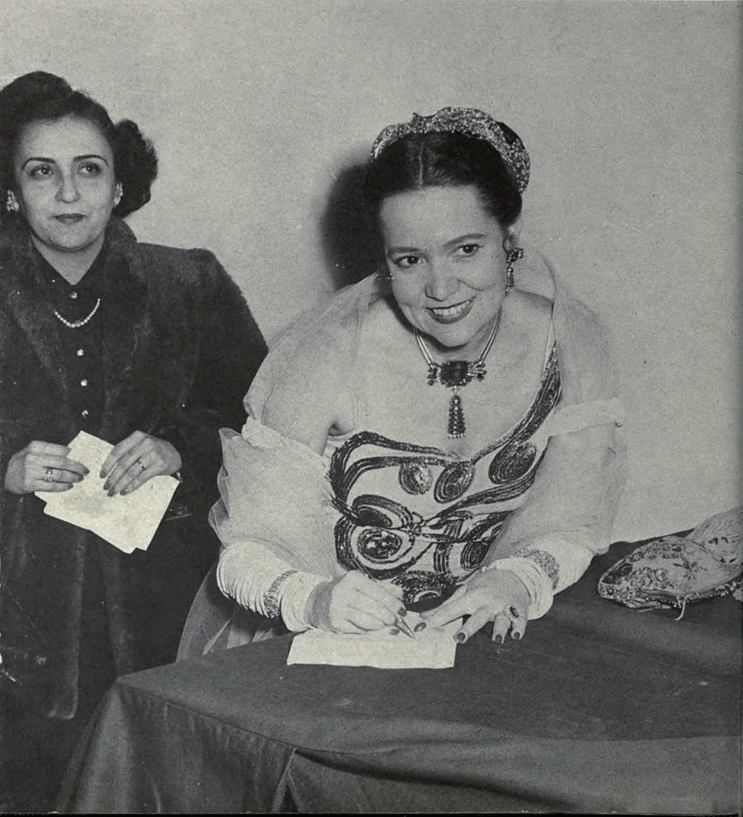
Bidu Sayão lors d'une visite à l'Université du Michigan. (c.1953)

Bidu Sayão est une soprano brésilienne, née le 11 mai 1902 à Itaguaí et morte le 13 mars 1999 à Rockport (Maine, États-Unis). Elle est une des grandes stars du Metropolitan Opera durant la période 1937-1952.

## Une formation internationale
Balduína de Oliveira Sayão est née au sein d’une famille cultivée de Itaguaí, à Rio de Janeiro. Elle a cinq ans quand meurt son père. À l'âge de 13 ans, Bidu Sayão reçoit ses premières leçons de chant de la soprano Elena Teodorini. Grâce aux efforts de sa mère, elle suit des études de chant, et débute à Rio de Janeiro à dix-huit ans. Ses apparitions, très appréciées, lui ouvrent la possibilité d’aller étudier tout d’abord en Roumanie, puis en France, à Nice sous la direction du Polonais Jean de Reszke. Durant les années 1920 et le début des années 1930, elle se produit à Rome, Paris et Buenos Aires. Durant cette période, elle rencontre l’impresario Walter Mocchi (1870-1955) au Teatro Costanzi de Rome. La liaison amoureuse qu'ils entament après le décès en 1928 de l'épouse de Mocchi, la soprano Emma Carelli, aboutit à leur mariage, mais le couple cependant se sépare rapidement. En 1935, Bidu Sayão épouse le baryton italien Giuseppe Danise (1883-1963).
En 1930, elle débute au Théâtre de la Scala de Milan, et l’année suivante, chante une Juliette resplendissante dans Roméo et Juliette de Gounod à l’Opéra de Paris. Durant cette même année, elle gagne en popularité après ses débuts à l’Opéra-Comique dans le rôle de Lakmé et devient une des grandes sopranos d’Europe, et plus particulièrement en France et en Italie. Son répertoire comprend Lucia di Lammermoor, Amina dans La sonnambula, Elvira dans I puritani, Zerbinetta dans Ariane à Naxos, le rôle-titre de Madame Butterfly et Cecilia dans Il Guarany du compositeur brésilien Antônio Carlos Gomes.

## Une star au «Met» de New York
En 1936, Bidu Sayão fait ses débuts aux États-Unis au Carnegie Hall de New York avec une œuvre de Debussy, La Demoiselle élue. L'orchestre est dirigé par Arturo Toscanini, qui devient l'un de ses plus fervents admirateurs et un ami très proche. Au début de 1937, elle chante son premier opéra au Metropolitan Opera dans le rôle titre de Manon, remplaçant la soprano espagnole Lucrezia Bori. Les critiques, dont celui du New York Times, sont enthousiastes. Dans les semaines qui suivent, elle se voit confier le rôle principal dans La Traviata, suivi peu après par un rôle dans La Bohème. Elle contribue également à faire revivre les opéras de Mozart au Metropolitan Opera en interprétant Zerlina dans Don Giovanni mais surtout Susanna dans Les Noces de Figaro sous la direction de Fritz Busch.
Au moment où chacun escompte un retour triomphal de la soprano au Brésil, une mauvaise expérience sur les planches[Quoi ?] lui laisse une amertume durable. Après sa représentation à la Maison-Blanche en février 1938, elle décline cependant l’offre du président Franklin Delano Roosevelt d'obtenir la citoyenneté américaine. Chanteuse favorite du Brésilien Heitor Villa Lobos, elle collabore avec le compositeur pendant plusieurs années et enregistre plusieurs de ses compositions, en particulier, l'aria de la Bachianas brasileiras n° 5.
Bidu Sayão et son mari Giuseppe Danise achètent une propriété en bord de mer à Lincolnville dans le Maine, aux États-Unis. Après 15 ans passés au Metropolitan Opera, elle donne sa dernière représentation en 1952, choisissant de se retirer alors qu’elle est au sommet de sa forme. Pendant les années suivantes, elle est l’invitée de plusieurs prestations à travers les États-Unis. En 1957, elle décide de se retirer totalement de la scène et enregistre pour la dernière fois en 1961.

## Une retraite et un héritage
Après le décès de son mari en 1963, Bidu Sayão mène une vie paisible dans sa propriété du Maine. Elle retourne en visite au Brésil pour la dernière fois en 1995, pour un hommage public durant le Carnaval de Rio. À la suite de cette visite, le gouvernement brésilien crée le Concours international de chant Bidu Sayão destiné à promouvoir les talents de jeunes chanteurs d’opéra.
Elle meurt en 1999 à l'âge de 96 ans au Bay Medical Center de Penobscot à Rockport dans le Maine. Ses cendres sont dispersées dans la baie, en face de sa maison. 
Un portrait de Bidu Sayão est exposé dans le hall du Metropolitan Opera à New York.

## Source
- (en) Cet article est partiellement ou en totalité issu de l’article de Wikipédia en anglais intitulé « Bidu Sayão » (voir la liste des auteurs).